# Second Hand Rose (песня)
«Second Hand Rose» (с англ. — «Роуз Секонд-хенд») — песня, написанная Грантом Кларком и Джеймсом Ф. Хэнли в 1921 году.

## Версия Фанни Брайс
Впервые была исполнена Фанни Брайс в том же 1921 году в ревю «Безумства Зигфелда». И хоят в целом постановка получила смешанные отзывы, выступление Брайс с данной песней было признано очень удачным.
Из-за популярность песни, решено было выпустить её коммерчески, «Second Hand Rose» достигла 6 места в чарте США. В 1928 году Брайс исполнила эту песню в фильме «Мой мужчина».
Версия Фанни Брайс включена в Национальный реестр аудиозаписей.

## Версия Барбры Стрейзанд
Барбра Стрейзанд, которая только что сыграла в бродвейском мюзикле 1964 года «Смешная девчонка», основанном на жизни Брайс, записала «Second Hand Rose» для своего телешоу «Меня зовут Барбра», а позже выпустила песню в качестве сингла со второго студийного альбома My Name Is Barbra, Two… (1965).
Её версия песни стала международным хитом, достигнув 14 места в Великобритании, 3-го места в Нидерландах, 6-го места в Австралии, 32-го места в США и номера один в канадском чарте Adult Contemporary. Запись была впоследствии включена в сборник лучших хитов Barbra Streisand’s Greatest Hits 1970 года.
Стрейзанд получила аналогичное признание за кавер-версию песни «My Man», успех этих песен побудил включить их в экранизацию «Смешной девчонки» 1968 года, несмотря на то, что ни одна песня не появилась в оригинальном мюзикле.

### Чарты
| Чарт (1965—1966)                           | Высшая позиция |
| ------------------------------------------ | -------------- |
| Австралия (Kent Music Report)              | 6              |
| Бельгия/Валлония (Ultratip Bubbling Under) | 5              |
| Бельгия/Фландрия (Ultratop 50)             | 18             |
| Великобритания (OCC UK Singles)            | 14             |
| Канада (RPM Adult Contemporary)            | 1              |
| Канада (RPM Top Singles)                   | 30             |
| Нидерланды (Dutch Top 40)                  | 3              |
| Нидерланды (Single Top 100)                | 3              |
| Новая Зеландия (Recorded Music NZ)         | 16             |
| США (Billboard Adult Contemporary)         | 5              |
| США (Billboard Hot 100)                    | 32             |
| США (Cash Box Top 100)                     | 36             |
| США (Record World Top Pops)                | 29             |